# 신단실기
《신단실기》(神檀實記)는 김교헌이 저술하여 1914년 2월 간행, 1923년 6월 재간행된 한국의 고대사에 대한 책이다. 대종교의 기본 경전이며, 신흥무관학교의 교재로 쓰이기도 하였다.

## 내용
총 103면으로, 20개 부분으로 나뉘어 있다. 전체적인 내용은 역사적 계보, 삼신 교화, 신교사상, 고대 강역, 고대 자료의 소실 등을 다루고 있으며, 인용된 각 내용에 출처가 제시되어 있다.

## 같이 보기
- 신단민사
- 단조사고